# Skylab
Skylab var en amerikansk rymdstation och laboratorium. Den skickades upp 14 maj 1973 och var bemannad i totalt 171 dagar och 13 timmar av tre olika tremannalag. Sedan manskapet lämnat rymdstationen brann större delen av den upp vid återinträdet i jordens atmosfär över Indiska oceanen 11 juli 1979, och några delar föll ner i det glest befolkade västra Australien.

## Konstruktion

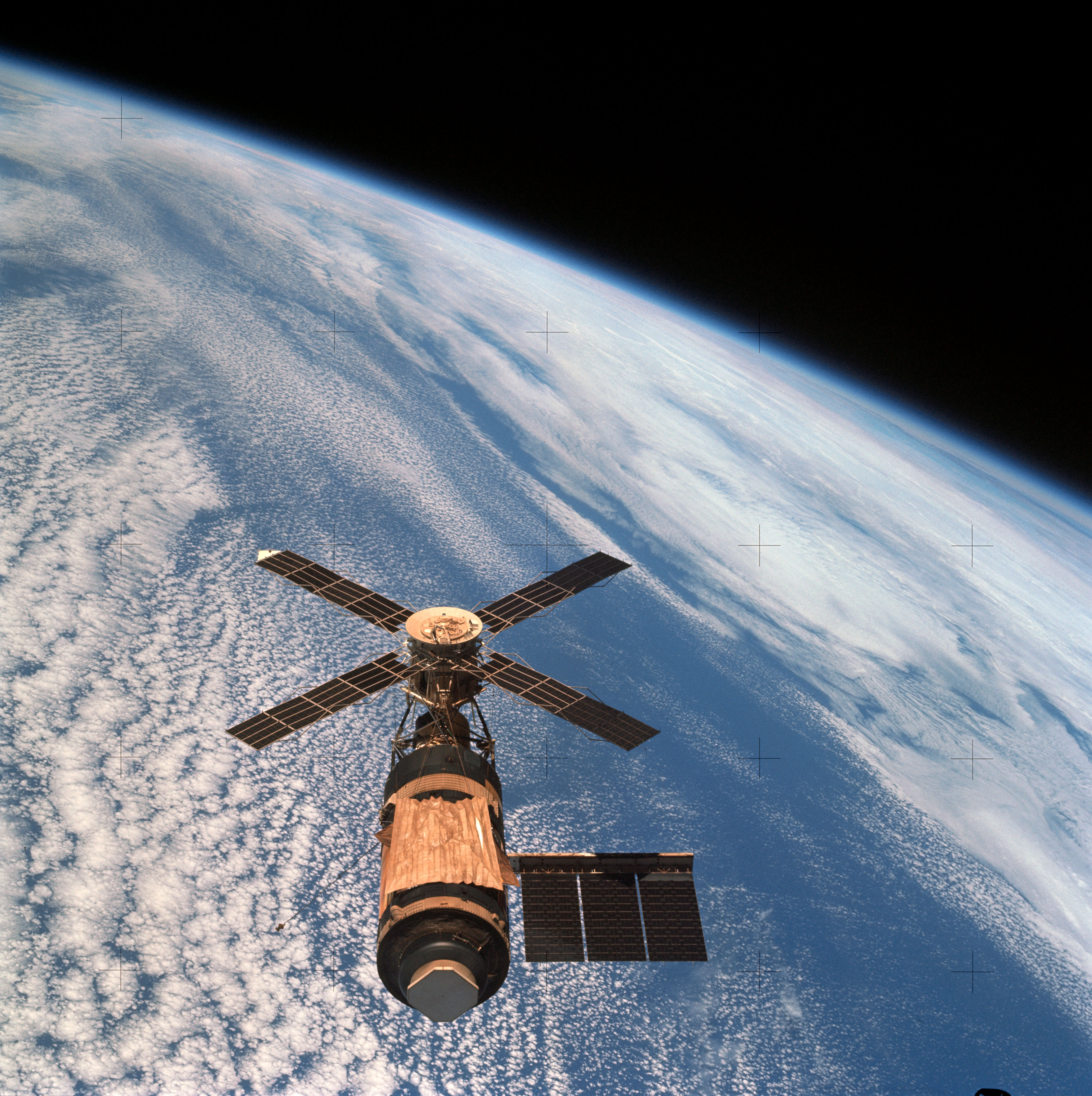
Skylab i omloppsbana runt jorden

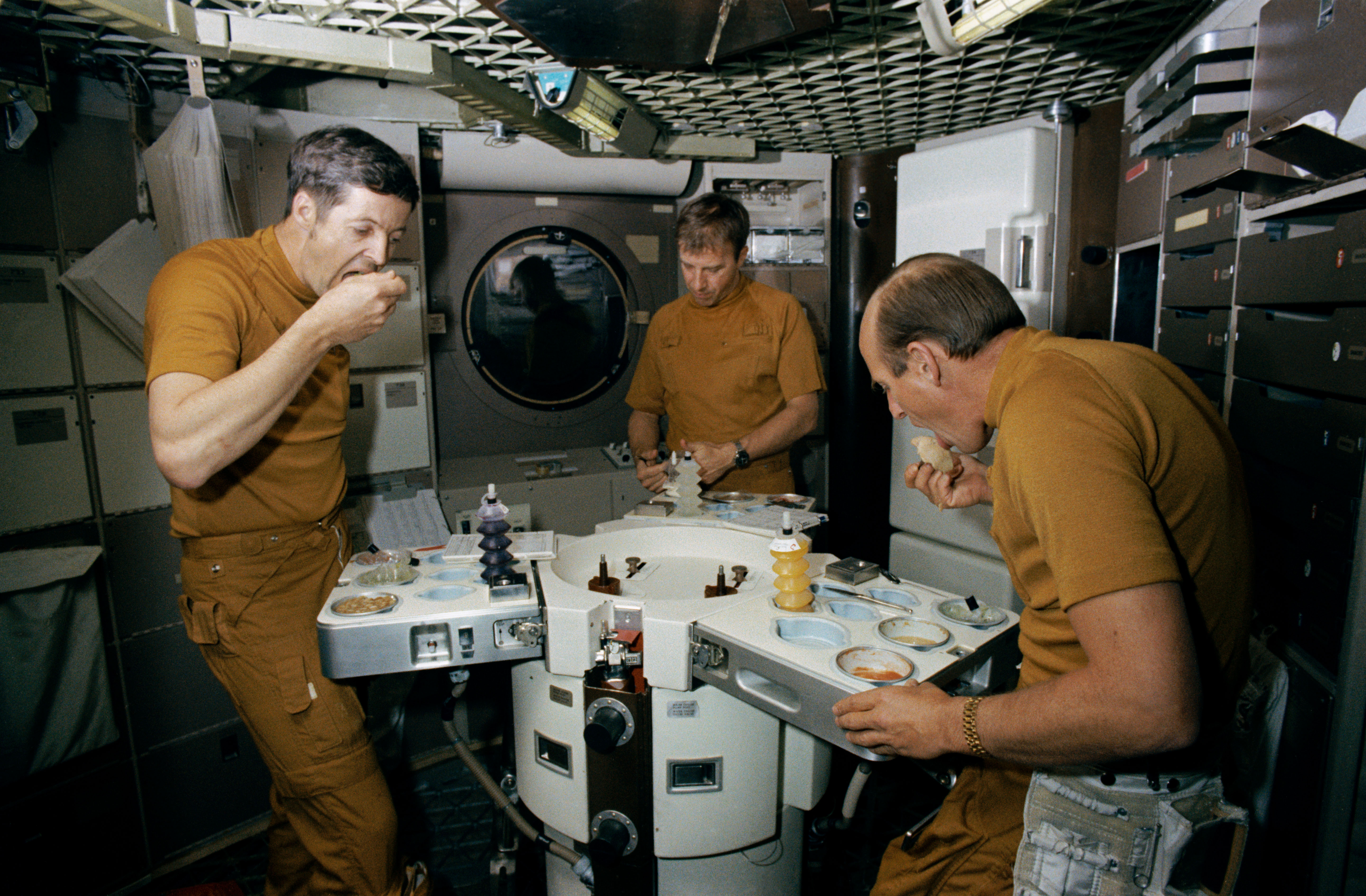
Besättningen för Skylab 2 intar en måltid i träningsmiljö på Johnson Space Center under träning för sitt kommnade uppdrag.

Skylab var USA:s första bemannade rymdstation, byggd av S-IVB-steget till en Saturn IB-raket (Skylab 1). Stegets bränsletank hade byggts om till utrymmen för besättningen. På nedervåningen fanns sjukvårdsrum, sovutrymmen och toalett- och tvättrum. På våningen ovanför låg själva arbetsutrymmena, med laboratorium och panel för att manövrera solobservatoriet.
På utsidan av stationen fanns stora solfångare, vilka var hopfällda under uppskjutningen. Längst fram i arbetsutrymmet fanns en luftsluss och dockningsmodulen för de Apollo farkoster som förde besättningarna till och från stationen. Ovanpå stationen fanns det s.k. Apolloteleskopet (ATM) avsett för solobservationer, och som kom att användas för att studera kometen Kohoutek.
Den totala trycksatta volymen var cirka 368 m³, med Apollo farkost dockad.
Vatten, mat och kläder för alla nio besättningsmedlemmar fanns ombord redan vid uppskjutningen av Skylab 1, förpackat i speciella containrar.

## Uppskjutningen
Då rymdstationen den 14 maj 1973 skickades upp i omloppsbana med hjälp av en tvåstegs Saturn V-raket var den obemannad. 63 sekunder efter starten slets en del av stationens skyddssköld av och slet loss en av dess två solpaneler. Det visade sig att även den andra solpanelen skadats under uppskjutningen. Som tur var solobservatoriet utrustat med fyra egna solpaneler och man kunde ta hjälp av dessa för att försörja själva stationen med ström. Dock producerade dessa alldeles för lite ström och stationen hade problem med att hålla temperaturen nere.

## Skylabs räddning
Den 25 maj lyfte den första besättningen i sin apolloraket. Efter att de ankommit till Skylab gjordes det en rundflygning för att inspektera dess skador, och man kunde konstatera att en solpanel saknades helt medan den andra kilats fast av en del från skölden som lossnat under uppskjutningen. Efter att man ordnat ett problem med dockningsmekanismen kunde man till sist docka apollokapseln med Skylab.
En av de första sakerna de fick göra var att fälla ut ett slags parasoll för att få ner temperaturen. Den 7 juni gjorde två av astronauterna en 3,5 timmar lång rymdpromenad för att få loss den kvarvarande solpanelen så den skulle kunna fällas ut och utföra vad den var avsedd för.
Med den extra eltillförseln kunde besättningen äntligen påbörja sina egentliga uppgifter.

## Livet ombord på Skylab
Dagarna ombord på rymdstationen började kl. 6 (Houstontid) och pågick till 10-tiden på kvällen. Det första astronauterna skulle göra om morgonen var att kontrollera telexmaskinen om det kommit några nya order för den aktuella dagen från rymdkontrollen. Sedan var det dags att göra sin morgontoalett, väga sig och äta frukost.
Efter frukost var det dags att börja arbeta, man turades om att vara på de olika arbetsstationerna ombord. Ena dagen fick man agera försökskanin, nästa fick man vara den som utförde experiment på någon av sina kollegor och den tredje fick man kanske sköta observatoriet.
Mellan 8 och 10 på kvällen hade man fritid och fick göra vad man ville. Ofta satt man bara och tittade ut genom fönstret eller så fortsatte man arbeta med något experiment.

## Skylabs slut
Efter att den sista besättningen lämnat Skylab tidigt 1974 var det tänkt att stationen skulle fortsätta cirkulera runt jorden fram till början av 1980-talet, någon gång under 1979 skulle man sedan skicka upp en rymdfärja som skulle knuffa Skylab till en högre bana, men rymdfärjeprogrammet blev försenat. Dessutom ökade solaktiviteten vilket ledde till att jordens atmosfär expanderade och Skylabs bana sjönk snabbare än beräknat. Den 11 juli 1979 störtade stationen.

## De olika Skylab-uppdragen
| Skylab 1 var uppskjutningen av själva rymdstationen | Skylab 1 var uppskjutningen av själva rymdstationen | Skylab 1 var uppskjutningen av själva rymdstationen | Skylab 1 var uppskjutningen av själva rymdstationen | Skylab 1 var uppskjutningen av själva rymdstationen | Skylab 1 var uppskjutningen av själva rymdstationen                               | Skylab 1 var uppskjutningen av själva rymdstationen |
| Uppdrag                                             | Från                                                | Till                                                | Total tid                                           | Besättning                                          | Forskningsuppgifter                                                               |                                                     |
| --------------------------------------------------- | --------------------------------------------------- | --------------------------------------------------- | --------------------------------------------------- | --------------------------------------------------- | --------------------------------------------------------------------------------- | --------------------------------------------------- |
| Skylab 2                                            | 24 maj 1973                                         | 28 juni 1973                                        | 28 dagar, 50 minuter                                | Charles Conrad Paul J. Weitz Joseph P. Kerwin       | Solobservationer Jordfotografering Biomedicinska experiment                       |                                                     |
| Skylab 3                                            | 28 juli 1973                                        | 25 september 1973                                   | 49 dagar, 11 timmar                                 | Alan Bean Jack R. Lousma Owen Garriott              | Biologiska experiment Rymdmedicin Solfysik Astrofysik Jordobservationer Teknologi |                                                     |
| Skylab 4                                            | 16 november 1973                                    | 8 februari 1974                                     | 84 dagar, 1 timme                                   | Gerald P. Carr William Pogue Edward Gibson          | Biologiska experiment Rymdmedicin Solfysik Astrofysik Jordobservationer Teknologi |                                                     |